# I grandi successi (Daniela Goggi)
I grandi successi è un doppio album raccolta di Daniela Goggi, pubblicato nel 2009.

## Descrizione
L'album fa parte di una serie di raccolte discografiche della collana denominata I Grandi Successi, pubblicate su compact disc dalla Rhino Records e raccoglie 24 brani dalla discografia di Daniela Goggi, incisi tra il 1971 ed il 1987, coprendo il periodo in cui la cantante era sotto contratto con la CGD, escludendo quindi il breve periodo DDD e quello con la Disney Records.
La raccolta viene pubblicata dopo ben ventidue anni di assenza di Daniela Goggi dal mercato discografico. L'ultimo disco della cantante infatti, Le canzonissime, risaliva al 1987 ed in seguito non venne pubblicato nessun nuovo album o raccolta fino appunto, al 2009.
Il doppio album contiene tutti brani che appaiono per la prima volta su CD, seppure alcuni già inseriti in altre compilation in LP, estratti dai tre album incisi per la CGD: Daniela Goggi canta Oba-ba-luu-ba e altre canzoni per bambini, Il Ribaltone e per la prima volta alcuni estratti da Le canzonissime.
Vengono inseriti anche Torniamo insieme e Io te e l'amore, i primi due brani incisi per la CGD nel 1971, che segnarono il debutto della cantante con il suo vero cognome (aveva debuttato l'anno precedente con lo pseudonimo Daniela Modigliani), che fino ad allora erano apparsi solo su 45 giri, ed Estoy bailando, successo internazionale delle Hermanas Goggi pubblicato solo nell'album Estoy bailando cantado en español, distribuito all'epoca in esclusiva per il mercato spagnolo e sudamericano.
Nell'album sono contenuti anche due brani estratti dalla colonna sonora del musical Aggiungi un posto a tavola, che vedeva la Goggi tra le protagoniste, Peccato che sia peccato e Notte per non dormire e che fino ad allora erano stati inseriti solo nell'LP ufficiale dello spettacolo teatrale.
Il disco è stato pubblicato in un'unica edizione in doppio CD, con il numero di catalogo 5051442-8680-5-0, anche come download digitale e sulle piattaforme streaming.

## Tracce
1. Oba-ba-luu-ba
2. Torniamo insieme
3. Io te e l'amore
4. Peccato che sia peccato
5. Domani (con Loretta Goggi)
6. Supercalifragilistic-espiralidoso
7. Voglia (con Loretta Goggi)
8. Tu e l'estate
9. Discolina
10. Ci vuole un carnevale
11. Ma che mi fai
12. Sto ballando
13. Notte per non dormire
14. Cam-camini
15. Mezza stella
16. Lo scemo del villaggio
17. Jumbo jet
18. Cicale
19. Un poco di zucchero
20. Una piazza per due
21. Il ballo del qua qua
22. Il professore
23. Monkey Monkey - Scimmia Scimmia
24. Estoy bailando (con Loretta Goggi)